# Colin Todd
Colin Todd (* 12. prosinec 1948, Chester-le-Street) je bývalý anglický fotbalista. Hrával na pozici obránce.
V dresu anglické reprezentace odehrál 27 utkání.
S Derby County se stal dvakrát mistrem Anglie (1971/72, 1974/75).
Roku 1975 byl v anketě PFA vyhlášen anglickým fotbalistou roku. V anketě Zlatý míč, která hledala nejlepšího fotbalistu Evropy, skončil ve stejném roce devátý.
Po skončení hráčské kariéry se stal trenérem.